# Videostudio
VideoStudio och VideoStudio Pro är videoredigeringsprogram som utvecklas av Corel. VideoStudio skapades av Ulead, ett taiwanesiskt mjukvaruföretag som köptes av Corel hösten 2006.